# ميركوري للإتصالات
ميركوري للإتصالات (بالإنجليزية: Mercury Communications Ltd)‏ كانت شركة هاتف وطنية في المملكة المتحدة، تأسست عام 1981 كشركة فرعية لشركة كيبل اند وايرلس للإتصالات لتتحدى احتكار مجموعة بي تي. وفي عام 1997 لم يعد للشركة وجود كعلامة تجارية بعد اندماجها في شركة كيبل اند وايرلس للاتصالات.